# Осцилококцинум
Осцилококцинум (Oscillococcinum) е хомеопатичен препарат, рекламиран като облекчаващ грипните симптоми. Произведен от френската хомеопатична компания Боарон, препаратът е популярен както във Франция, така и в България. Продава се в 50 страни по света.
Предлага се като доза-глобули 1 г в полиетиленова туба (оп. по 3 и 6 бр.). Всяка глобула осцилококцинум съдържа филтриран екстракт от черен дроб и сърце на патица, в доза 200CК. Според указанието, препаратът следва да се прилага при грип в начален и клиничен стадий с фебрилитет, втрисане, миалгия.

## Състав и ефективност
Посочените като активни вещества са екстракт от патешки дроб и сърце. Помощните са захароза и лактоза. Обозначението 200CK значи, че препаратът съдържа 200 последователни разреждания на началната съставка – екстракт от патешки дроб и сърце. На всяка стъпка се прави разреждане 1:100, като първият разтвор съдържа 1% от екстракта, вторият разтвор съдържа 1% от първия и т.н. Буквата K показва, че се използва методът на Семьон Корсаков, при който вместо да се взема 1% разтвор на всяка стъпка и той след това да се използва за следващата стъпка, съдът се изпразва, пълни се отново и енергично се разклаща и се приема, че всеки път в съда остава по 1%. Разреждането 200C е толкова силно, че окончателният продукт на практика не съдържа оригинален материал. От гледна точка на математиката, за да има разумна вероятност да се намери една молекула от оригиналния екстракт, пациентът ще трябва да погълне количество лекарство, което е около 10321 пъти по-голямо от броя на атомите в наблюдаемата Вселена.
Няма никакви научни доказателства, че Oscillococcinum, както и всички останали хомеопатични продукти, имат ефект, по-различен от плацебо. Никоя от активните му съставки не присъства в крайния продукт, нито съществува каквото и да е доказателство, че патешкият черен дроб и сърце облекчават симптомите на грип. Няма и доказателство, че безкрайно разредените активни съставки се „запомнят“ от помощните вещества, както твърдят привържениците на хомеопатията. Хомеопатията се приема за псевдонаука от съвременния научен свят.